# 이도현 (바둑 기사)
이도현(李度弦, 2001년 6월 5일 ~ )은 대한민국의 바둑 기사이다.

## 약력
광주에서 태어나 바둑 입단을 위해 초등학교 5학년 때 서울에 갔지만 건강 문제로 3년 만에 고향에 내려가 바둑 공부를 계속했다. 순천 한국바둑고등학교에 다니며 바둑 특기반 활동을 했고, 김주호와 강훈小, 김남훈, 김원빈 사범에게 지도를 받았다. 2018년 제49회 여자입단대회를 통해 입단했다. 2019년 제7기 하찬석국수배 영재바둑대회 본선 24강에 진출했다. 2021년 2단을 거쳐 이듬해 3단으로 승단했다.